# Sabine Weiss (Historikerin)
Sabine Weiss (* 10. Mai 1937 in Graz) ist eine österreichische Historikerin. Weiss war von 1986 bis 1998 Professorin für Österreichische Geschichte an der Universität Innsbruck.

## Leben
Sabine Weiss ist die Tochter von Franz Weiss (* 1902), der als Archivar am Steiermärkischen Landesarchiv gearbeitet hatte. Ihr Vater wurde am 7. Oktober 1942 als Widerstandskämpfer während der Zeit des Nationalsozialismus hingerichtet.
Sie besuchte das Bundesrealgymnasium für Mädchen in Graz und studierte ab 1955 Englisch, Geschichte und Klassische Philologie an der Universität Graz. 1963 promovierte sie an der Philosophischen Fakultät der Grazer Universität mit der Dissertation Kaiser Maximilian I. Das Reich, Europa und die Habsburgischen Erblande im Jahre 1518 zur Dr. phil. Mit der Biografie von Kaiser Maximilian I. beschäftigte sie auch später noch intensiv, es ist eines ihrer Hauptforschungsgebiete. Noch 1963 wurde sie Mitarbeiterin bei der Regesta Imperii (Maximilian I.) und dem Repertorium Germanicum.
Von 1964 bis 1965 erhielt Weiss ein Stipendium des Österreichischen Kulturinstituts für Forschungen im Vatikanischen Archiv in Rom. Ab 1968 übernahm sie als Universitätsassistentin eine Tätigkeit an der Universität Innsbruck. 1978 habilitierte sie sich dort mit einer Habilitationsschrift zum Thema Beziehungen des Erzbistums Salzburg und seiner Bistümer zur römischen Kurie unter Papst Martin V. und wurde noch im gleichen Jahr zur Universitätsdozentin für Österreichische Geschichte ernannt. Ihre Arbeit erschien 1994 mit dem Titel Kurie und Ortskirche. Die Beziehungen zwischen Salzburg und dem päpstlichen Hof unter Martin V. (1417–1431) als 76. Band der Monografischen Reihe Bibliothek des Deutschen Historischen Instituts in Rom im Max Niemeyer Verlag. 1986 erhielt sie an der Innsbrucker Universität eine Außerordentliche Professur und wurde 1998 emeritiert.
Sabine Weiss ist Autorin und Herausgeberin zahlreicher Fachveröffentlichungen. Neben ihrer Dissertationsschrift über Kaiser Maximilian I. verfasste sie außerdem die 2018 veröffentlichte Biografie Maximilian I. Habsburgs faszinierender Kaiser und 2019 Kaiser Maximilian neu entdeckt sowie 2010 das Werk Die vergessene Kaiserin. Bianca Maria Sforza – Kaiser Maximilians zweite Gemahlin. Über das Haus Habsburg erschien 2007 Zur Herrschaft geboren. Kindheit und Jugend im Hause Habsburg von Kaiser Maximilian bis Kronprinz Rudolf. Schon 2004 veröffentlichte sie die Biografie Claudia de’ Medici. Eine italienische Prinzessin als Landesfürstin von Tirol (1604–1648), eine Arbeit zur Tiroler Landesgeschichte, ein weiterer Forschungsschwerpunkt von ihr. Für die 1988 erschienene Festschrift Historische Blickpunkte für den österreichischen Historiker Johann Rainer war sie Herausgeberin und Mitautorin.
Sie ist Mitglied im Kuratorium des Dokumentationsarchiv des österreichischen Widerstandes. Im Oktober 2022 erhielt sie die Ehrenbürgerwürde der Universität Innsbruck, die Verleihung würdigt ihre ideelle und materielle Förderung der Universität Innsbruck und der Stiftung Universität Innsbruck.

## Veröffentlichungen (Auswahl)

### Autorin
- Kaiser Maximilian I. Das Reich, Europa und die Habsburgischen Erblande im Jahre 1518. (Dissertationsschrift), Universität Graz 1962.
- Kurie und Ortskirche. Die Beziehungen zwischen Salzburg und dem päpstlichen Hof unter Martin V. (1417–1431). (Habilitationsschrift), Niemeyer, Tübingen 1994, ISBN 3-484-82076-4.
- Die Österreicherin. Die Rolle der Frau in 1000 Jahren Geschichte. Styria, Graz / Wien / Köln 1996, ISBN 978-3-222-12376-4.
- Claudia de' Medici. Eine italienische Prinzessin als Landesfürstin von Tirol (1604–1648). Tyrolia, Innsbruck / Wien 2004, ISBN 978-3-7022-2615-2.
- Zur Herrschaft geboren. Kindheit und Jugend im Hause Habsburg von Kaiser Maximilian bis Kronprinz Rudolf. Tyrolia, Innsbruck / Wien 2008, ISBN 978-3-7022-2972-6.
- Die vergessene Kaiserin. Bianca Maria Sforza – Kaiser Maximilians zweite Gemahlin. Tyrolia, Innsbruck / Wien 2010, ISBN 978-3-7022-3088-3.
- Das Sultanat Oman. Ein arabisches Land einst und jetzt. Akademische Druck- und Verlagsanstalt, Graz 2005, ISBN 978-3-201-01992-7.
- Maximilian I. Habsburgs faszinierender Kaiser. Tyrolia, Innsbruck / Wien 2018, ISBN 978-3-7022-3709-7.
- Kaiser Maximilian neu entdeckt. Tyrolia, Innsbruck / Wien 2019, ISBN 978-3-7022-3827-8.

### Herausgeberin
- Historische Blickpunkte. Festschrift für Johann Rainer. Zum 65. Geburtstag dargebracht von Freunden, Kollegen und Schülern. Institut für Sprachwissenschaft, Innsbruck 1988, ISBN 978-3-85124-125-9.
- Aufbruch nach Europa. Fünf Jahrhunderte Wien – Brüssel. Akademische Druck− und Verlagsanstalt, Graz 2004, ISBN 978-3-201-01833-3.